# Здравко Здравков
Здравко Здравков (болг. Здравко Здравков, нар. 4 жовтня 1970, Софія) — колишній болгарський футболіст, що грав на позиції воротаря. Надалі — футбольний тренер.
Виступав за головні болгарські клуби «Левскі», «Славія» (Софія) та «Літекс», з якими став чотириразовим володарем Кубка Болгарії та триразовим чемпіоном країни. Крім того, виступав за турецькі клуби «Істанбулспор», «Аданаспор» та «Чайкур Різеспор», а також національну збірну Болгарії, у складі якої був учасником двох чемпіонатів Європи і одного чемпіонату світу.

## Клубна кар'єра
Народився 4 жовтня 1970 року в місті Софія. Вихованець футбольної школи клубу «Вітоша» .
У дорослому футболі дебютував 1988 року виступами за команду клубу «Вітоша» (з 1989 року — «Левскі»), в якій провів п'ять років (з невеликою перервою на сезон 1993/94, який Здравко провів в «Етирі»), взявши участь у 78 матчах чемпіонату. За цей час воротар виграв з софійським клубом по два чемпіонати (1992/93, 1994/95) і кубки Болгарії (1990/91, 1991/92)
1995 року Здравков перейшов до «Славії» (Софія), з якою в першому ж сезоні виграв золотий дубль — національний чемпіонат і кубок.
З 1997 року воротар виступав у Туреччині, де грав за місцеві клуби «Істанбулспор», «Аданаспор», після чого у 2002 році недовго пограв за болгарський клуб «Черно море» і знову повернувся в «Істанбулспор».
Протягом другої половини сезону 2003/04 виступав за «Літекс», з яким виграв свій останній трофей як футболіст — Кубок Болгарії, вдало відстоявши у фіналі післяматчеву серію пенальті проти софійського ЦСКА (2:2, 6:5 пен.).
Завершив професійну ігрову кар'єру у клубі «Чайкур Різеспор», за команду якого виступав протягом 2004—2007 років.
2009 року знову повернувся в футбол підписавши контракт з «Славією» з Софії, але через серйозні проблеми з серцем остаточно пішов з футболу.

## Виступи за збірну
24 квітня 1996 року дебютував в офіційних матчах у складі національної збірної Болгарії в товариській грі проти збірної Словаччини в Трнаві. Влітку того ж року був включений у заявку на чемпіонат Європи 1996 року в Англії в статусі дублера Борислава Михайлова, тому на поле так і не вийшов.
Через два роки у складі збірної був учасником чемпіонату світу 1998 року у Франції, де був основним воротарем. Після двох зіграних матчів на чемпіонаті світу (нульовою нічиєю з Парагваєм і мінімальної поразки 0:1 від Нігерії), Здравков значився другим найкращим воротарем чемпіонату, але поразка від Іспанії і 6 пропущених м'ячів не дозволили Здравко зберегти свої позиції, а збірна не пройшла груповий етап.
Шість років по тому, на чемпіонаті Європи 2004 року у Португалії, Здравков вже мав великий досвід в міжнародних зустрічах і не допускав серйозних помилок, але нападники Швеції, Данії і Італії, своєю майстерністю не залишили йому шансів. Болгарія програла 0:5 Швеції, 0:2 Данії та 1:2 Італії, а Здравков після турніру завершив свої виступи у збірній.
Всього протягом кар'єри у національній команді, яка тривала 10 років, провів у формі головної команди країни 70 матчів.

## Тренерська кар'єра
По завершенні ігрової кар'єри з 2012 року працював у тренерських штабах клубів «Левскі» та «Славія» (Софія). Після цього протягом 2015 року був тренером воротарів у ангольському «Інтері» (Луанда), а з початку 2016 року став працювати на цій же посаді у китайському «Ханчжоу Грінтаун».

## Особисте життя
Здравков брав участь в третьому сезоні шоу Survivor BG в Панамі, але був евакуйований через серйозні проблеми зі здоров'ям. Одружений з дівчиною Іреною і має трьох синів — Івана, Йоана і Павела.

## Титули і досягнення
- Чемпіон Болгарії (3):

«Левскі»: 1992–93, 1994-95
«Славія» (Софія): 1995–96
- Володар Кубка Болгарії (4):

«Левскі»: 1990–91, 1991–92
«Славія» (Софія): 1995–96
«Літекс»: 2003–04